# Sinistra Jugoslava
Sinistra Jugoslava (in serbo-croato: Југословенска Левица, JUL) è stato un partito politico attivo nella Repubblica Federale di Jugoslavia.

## Storia
JUL venne fondato nel 1994 come coalizione di 19 partiti, guidati dalla Lega dei comunisti - Movimento per la Jugoslavia (SK-PJ). Presidente del partito è stato Ljubiša Ristić, anche se la vera leader fu Mirjana Marković, moglie di Slobodan Milošević.
Il partito collaborò attivamente con il Partito Socialista di Serbia (SPS), presentando generalmente i propri candidati all'interno di SPS. Alle elezioni federali del 1996, la coalizione SPS-JUL-ND vinse le elezioni e JUL ricevette 9 parlamentari e 1 ministro federale. Con le elezioni serbe del 1997, il partito ottenne 20 parlamentari e i propri rappresentanti ricoprirono cinque incarichi ministeriali nel secondo governo di Mirko Marjanović.
Il 6 aprile 2002, Marković venne eletta Presidente del partito. Alle elezioni parlamentari del 2000, JUL si presentò autonomamente e ottenne lo 0,4%, rimanendo fuori dal Parlamento. Anche alle elezioni del 2003 confermò il suo trend negativo, conquistando lo 0,09% dei voti.
Aveva una presenza minima anche nella politica montenegrina. Fece parte della Coalizione patriottica per la Jugoslavia nelle elezioni del 2002 con il Partito Socialista Popolare del Montenegro e il Partito Radicale Serbo. La coalizione vinse meno del 3% dei voti e nessun seggio.
Il partito cessò ufficialmente di esistere il 12 aprile 2010.
JUL sosteneva di essere un partito per tutte le "forze di sinistra e progressiste che credono che l'interesse generale venga sempre prima dell'interesse privato", inclusi comunisti, socialisti, verdi, socialdemocratici e socialisti democratici. JUL ha avuto una cooperazione internazionale molto attiva, in particolare col Partito Comunista Cinese, il Partito Comunista di Cuba e il Partito dei Lavoratori di Corea.

## Risultati elettorali

### Serbia
| Elezione          | Voti      | %      | Seggi    |
| ----------------- | --------- | ------ | -------- |
| Parlamentari 1997 | 1.418.036 | 34,26% | 20 / 250 |
| Parlamentari 2000 | 14.324    | 0,38%  | 0 / 250  |
| Parlamentari 2003 | 3.771     | 0,09%  | 0 / 250  |

### Montenegro
| Elezione          | Voti  | %     | Seggi  |
| ----------------- | ----- | ----- | ------ |
| Parlamentari 1996 | 1.668 | 0,55% | 0 / 72 |
| Parlamentari 1998 | 345   | 0,10% | 0 / 72 |
| Parlamentari 2001 | 190   | 0,05% | 0 / 75 |
| Parlamentari 2002 | 9.911 | 2,84% | 0 / 81 |